# Helen Keiser

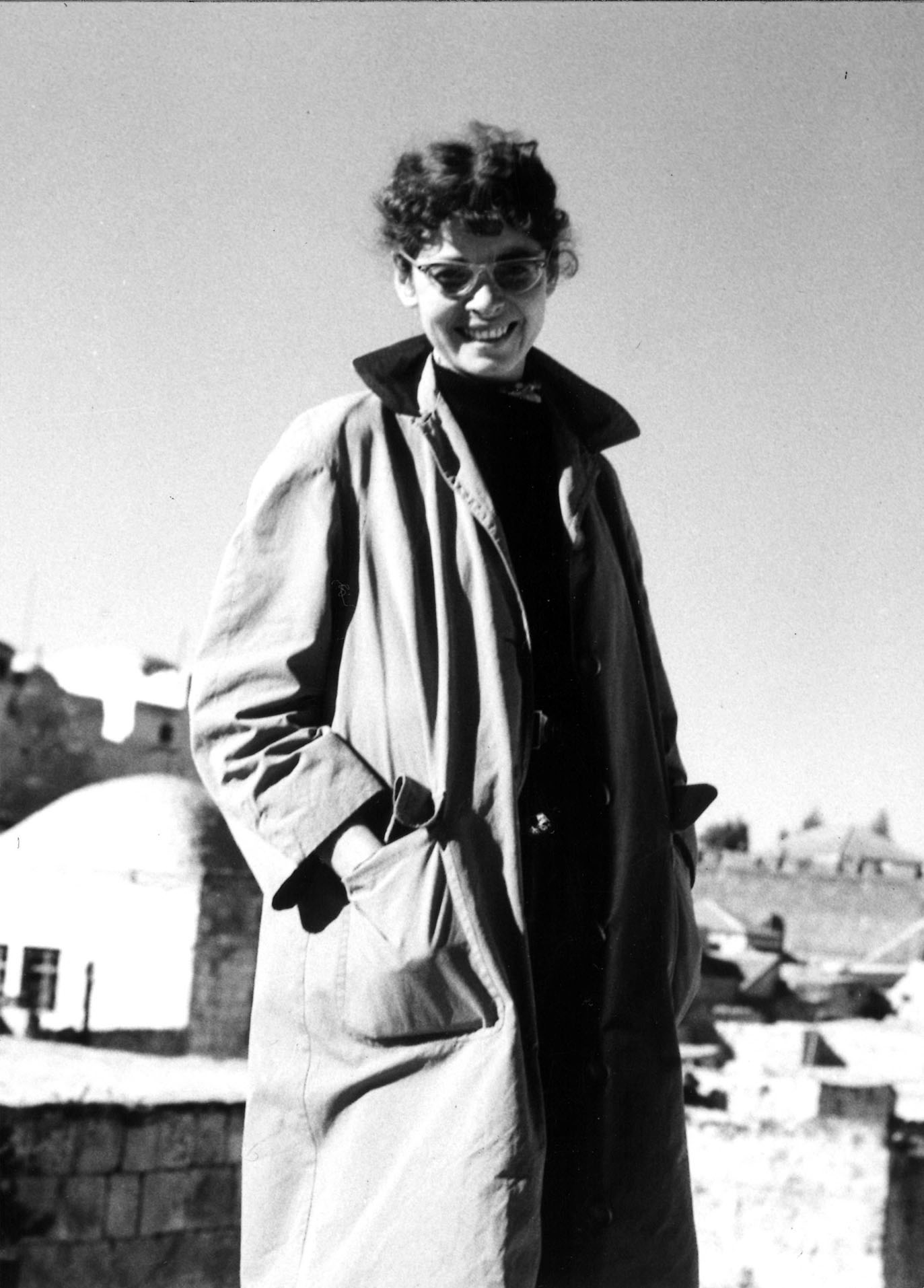
Helen Keiser in Syrien (1958)

Helen Keiser (* 27. August 1926 in Zug; † 20. Dezember 2013 ebenda) war eine Schweizer Schriftstellerin, Malerin und Fotografin. Zwischen 1950 und 1990 bereiste sie alle arabischen Länder und hatte in den 1970er- und 1980er-Jahren den Ruf, eine der profundesten Kennerinnen dieser Region zu sein.

## Leben
Helen Keiser war die Tochter eines Lehrers, der sie schon früh auf Bergtouren und Flussfahrten mitnahm. Nach der Schulzeit in Zug besuchte sie Anfang der 1940er-Jahre die Kunstgewerbeschule Zürich und absolvierte verschiedene Praktika als Grafikerin und Dekorateurin. Wegweisend für sie wurde 1952 eine kunsthistorische Studienreise der École du Louvre in Paris, die nach Griechenland, in die Türkei, den Libanon und nach Syrien führte.
1954 reiste Keiser mit einer Freundin auf den Spuren von Sven Hedins Landweg nach Indien und war zwölf Monate im Libanon, in Syrien, im Irak, im Iran, in Pakistan, Afghanistan, Indien und Sri Lanka unterwegs.
Mitte der 1950er-Jahre betätigte sie sich journalistisch für verschiedene Zeitschriften, u. a. die Illustrierte Die Woche. 1956 reiste sie nach Marokko und schrieb 1957 für den Walter Verlag das erste von schliesslich 13 Büchern mit dem Titel Salaam. Bordbuch einer Orientfahrt. Das Honorar bewog sie dazu, Schriftstellerin zu werden. Als unabhängige Autorin und Journalistin führte sie in der Folge ein karges Leben.
1957 studierte Keiser Archäologie in London. Im darauf folgenden Jahr segelte sie nach Korsika und verbrachte einen Monat damit, die Insel zu durchwandern.

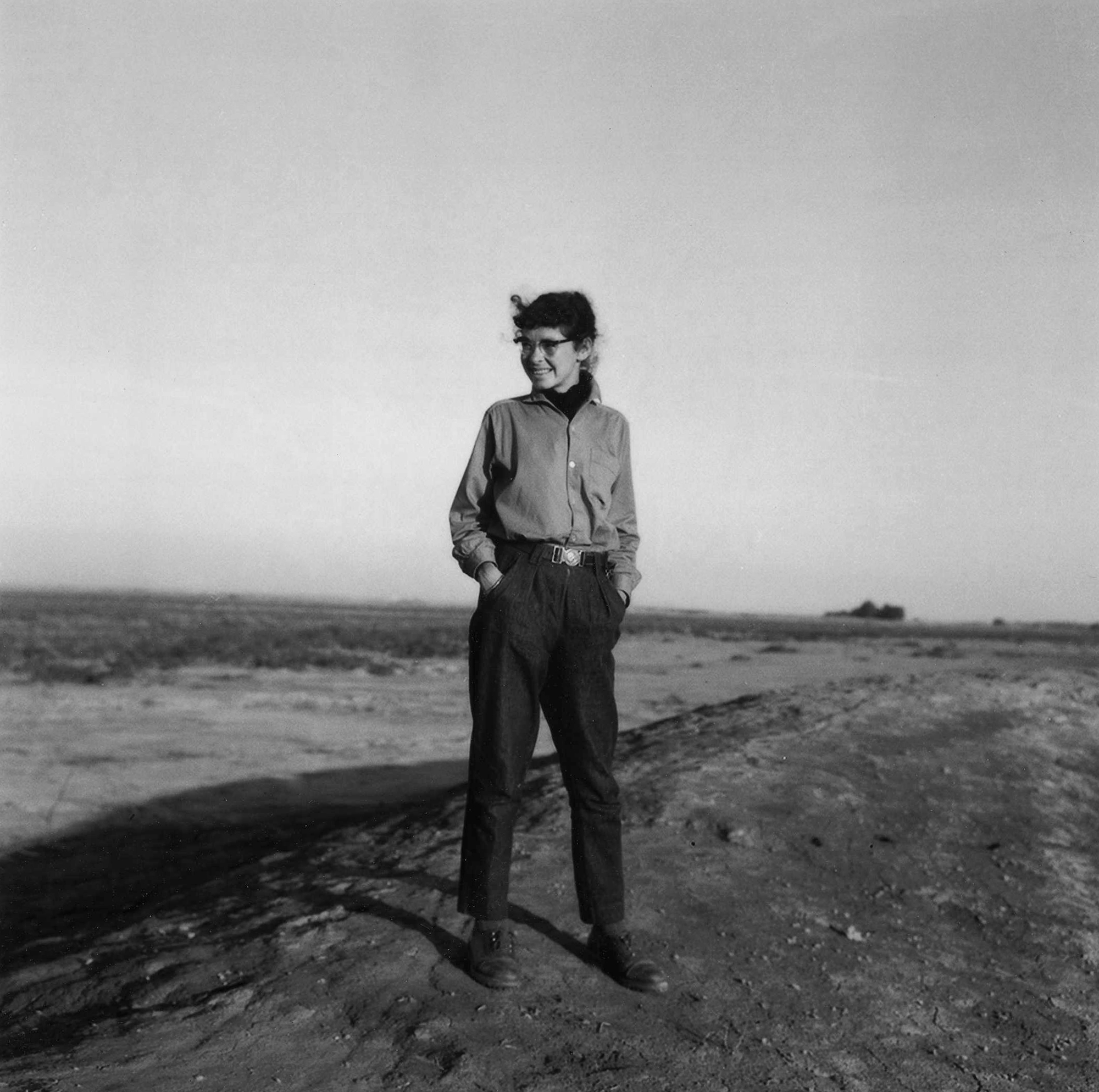
Helen Keiser in Uruk-Warka, Irak (1958)

Es folgten weitere Reisen, unter anderen in den Libanon, nach Syrien und in den Irak, wo Keiser im Süden erste Kontakte zu Archäologen knüpfte und die Ruinen von Ur, Uruk, Nippur und Babylon besuchte. Immer stärker wurde der Orient zu ihrer Bestimmung, das Schreiben und Malen für sie zur Notwendigkeit. Unterwegs im Orient, begegnete sie überraschender Hilfsbereitschaft und Gastfreundschaft. Das galt auch für sie als Frau, die nicht nur mit Respekt behandelt wurde, sondern der als Alleinreisender auch jene Gastfreundschaft zuteilwurde, die sonst für Männer reserviert war.
Keiser erlebte Sandstürme, Dürren und Überfälle, sah aber auch das harte Los der Fellachen, die mit primitivsten Mitteln ihre kargen Felder bestellten. Als Frau gelang es ihr auch, Einblicke in den Alltag der Frauen und Mädchen zu erhalten, die ein Mann so nie hätte erfahren können. Auf weiten Kamelritten in der Wüste gewann sie Freundschaft und Vertrauen der Beduinen, und aus Monate langen Reisen wurden Jahre.
Nach weiteren Reisen ging Keiser 1959 zu Sprachstudien nach Damaskus und verbrachte danach mehrere Monate in Jordanien, wo sie von König Hussein empfangen wurde und die antike Nabatäerstadt Petra besuchte. In den Flüchtlingslagern des Königreiches begegnete sie erstmals der Palästina-Frage, ein Kontakt, den sie bei späteren Visiten vertiefte und der Jahre später, nach dem Sechstagekrieg von 1967, in das Buch Geh nicht über den Jordan. Schicksal Palästina mündete.
1961 folgte die Publikation von Keisers zweitem Buch, Vagabund im Morgenland. Von 1962 an war sie in den nächsten 26 Jahren zweimal pro Jahr auf Vortragsreisen in Deutschland, Österreich und der Schweiz. Sie schrieb Reportagen über Geschichte, Archäologie und Brauchtum des Orients, die in Zeitschriften wie DU oder Atlantis erschienen. Auch bestritt sie erste Einzelausstellungen als Malerin.
In den 1960er- und 1970er-Jahren war Keiser erneut auf Reisen im Nordjemen, im Hadramaut, in Saudi-Arabien, wo sie als Gast des Landes von König Feisal empfangen wurde, im Irak, wo sie in Mesopotamien an Ausgrabungen teilnahm, erneut in Jordanien und in Israel, in Kuwait, Oman, Ägypten und Syrien.
1983 erhielt sie den Anerkennungspreis des Kantons Zug für ihren Beitrag zur Völkerverständigung. 1995 beendete sie mit dem Buch Die Oase ihre Tätigkeit als Publizistin. 1998 erschien ein Videoporträt von Christoph Kühn: Salaam. Helen Keiser – Nomadin aus dem Abendland.
2002 übernahm das Völkerkundemuseum der Universität Zürich einen Teil des fotografischen Werkes von Keiser. 2003 stellte sie in Zug zum letzten Mal ihre Aquarelle und Acrylbilder aus. Im selben Jahr reiste sie nach Damaskus, wo das syrische Nationalmuseum ihre Fotoausstellung Salaam zeigte. In Syrien reiste sie auch nach Palmyra. Im Jahr 2007 reiste sie nach Bulgarien, wo ein weiteres Buch von ihr veröffentlicht wurde.
2016 waren Keisers Aquarelle und Acrylbilder in der Zuger Altstadthalle zu sehen. Die Ausstellung hiess «Der Traum vom Frieden».

## Leistungen

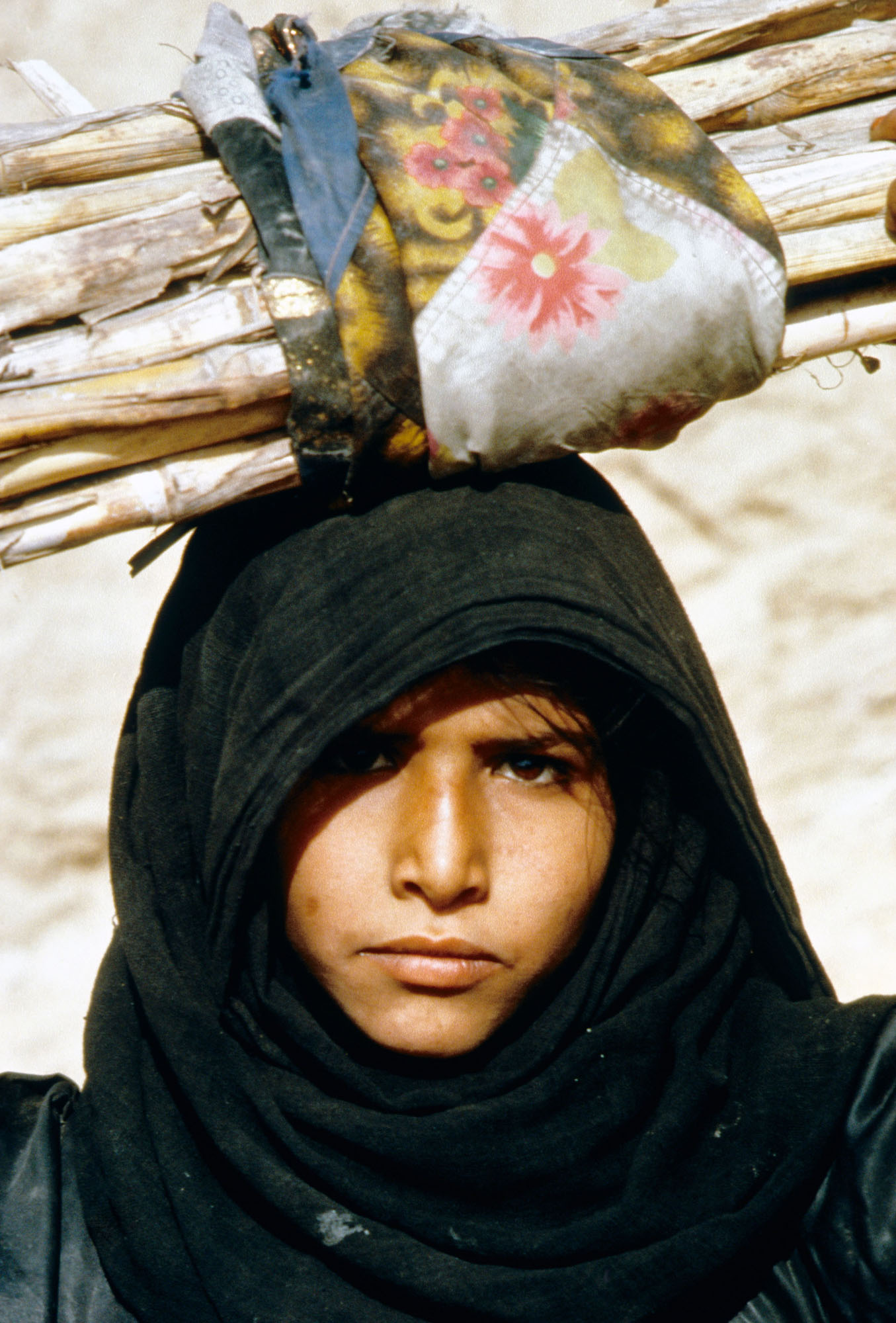
Foto von Helen Keiser: Eine Jemenitin trägt Hirsestroh von den Feldern ins Dorf, Jemen 1972

Die Neue Zuger Zeitung berichtete: «Helen Keiser hat während mehr als vier Jahrzehnte die Arabischen Länder von Libanon und Syrien bis Saudi-Arabien, Oman und Jemen bereist, kennengelernt und erforscht. Sie plädiert leidenschaftlich und unermüdlich für Verständnis und Respekt zwischen Orient und Okzident.
Der Wandel ganzer Gesellschaften, die Aufgabe von uralten Traditionen zugunsten eines modernen, westlichen Lebensstandards beschreibt Helen Keiser in ihren Büchern immer wieder. So stellen einerseits ihr literarisches Schaffen und die Artikel, welche Helen Keiser in gut 50 Jahren geschrieben hat, anderseits die zahlreichen Vorträge, die sie auch jenseits der Schweizer Grenzen gehalten hat, Dokumente dar, die als zeitgeschichtliche Quelle von besonderem Wert sind».

## Ausstellungen
- Aquarelle und Ölkreidebilder, Galerie unbekannt, Zug, 1958.
- Aquarelle und Ölkreidebilder, Galerie unbekannt, Zug, 1968.
- Aquarelle, Galerie unbekannt, Zug, 1975.
- Aquarelle und Acrylbilder, Galerie Goldgasse, Zug, 1981.
- Acrylbilder, Galerie Kolin, Zug, 1985.
- Aquarelle, Reto Locher, Hausen a. Albis, 1991.
- Aquarelle und Acrylbilder, Galerie zur Münz Zug, 1997.
- Aquarelle und Acrylbilder, Galerie zur Münz, Zug, 2003.
- Aquarelle und Acrylbilder, Altstadthalle, Zug, 2016.
- Fotoausstellung Salaam – Der fotografische Schatz von Helen Keiser aus dem verschwundenen Arabien
  - 2002: Altstadthalle, Zug; Galerie Schmukuku, Zug; Helferei, Zürich.
  - 2003: Nationalmuseum, Damaskus.
  - 2004: Biblioteca Cantonale, Bellinzona; Städtische Gemäldegalerie, Plovdiv; Universität Sofia.

## Auszeichnungen
1983: Anerkennungspreis des Kantons Zug für das Gesamtwerk Helen Keisers als Beitrag zur Völkerverständigung.

## Werke
Helen Keiser erarbeitete die folgenden Lichtbildervorträge:
- «Götter und Könige im alten Zweistromland»
- «Archäologen um den Babylonischen Turm»
- «Glanz der Kalifen. Vergessene Islamische Kultur»
- «Die Wüste. Lebensraum und Bedrohung»
- «Die Beduinen»
- «Jordanien. Königreich am Rand der Wüste»
- «Petra, die rote Felsenstadt der Nabatäer»
- «Jemen. Land der Berge und Baumeister»
- «Oman. Land am Rand der Welt»
- «Hadramaut – Abenteuer Südarabien»

### Bücher
- Salaam. Bordbuch einer Orientfahrt. Illustrationen und Fotos von Helen Keiser. Schweizer Verlagshaus, Zürich 1958.
- Vagabund im Morgenland. Illustrationen und Fotos von Helen Keiser. Schweizer Verlagshaus, Zürich 1961.
- Sie kamen aus der Wüste. Mit Beduinen auf den Spuren der alten Nabatäer. Erlebnisse und Entdeckungen in Petra. Illustrationen und Fotos von Helen Keiser. Walter Verlag, Olten 1964.
- Die Stadt der Grossen Göttin. 4000 Jahre Uruk. Mit Archäologen zwischen Euphrat und Tigris. Fotos und Zeichnungen von Helen Keiser. Walter Verlag, Olten 1967.
- Arabia. Die Länder der arabischen Halbinsel. Fotos Helen Keiser. Silva Verlag, Zürich 1971.
- Geh nicht über den Jordan. Schicksal Palästina. Rex Verlag, Luzern 1971.
- Die kleine Beduinenfrau. Wege zwischen Wüste und Paradies. Rex Verlag, Luzern 1975.
- Abenteuer schwarzes Gold. Erlebnisse und Begegnungen in Saudi Arabien. Fotos Helen Keiser. Rex Verlag, Luzern 1977.
- Die Söhne Nabayots. Beduinen, Forscher und Abenteurer in der Felsenstadt Petra. Walter-Verlag, Olten 1977.
- Suche nach Sindbad. Das Weihrauchland Oman und die altsüdarabischen Kulturen. Illustrationen und Fotos von Helen Keiser. Walter Verlag, 1979.
- Ruf des Muezzin. Eine schwierige Liebe zwischen Orient und Okzident. Rex Verlag, Luzern 1981.
- Sohn der Beduinin. Rex Verlag, Luzern 1983.
- Wolken über Korsika. Memoiren eines Eseltreibers. Rex Verlag, Luzern 1986.
- Die Oase. Verlag Giger & Kürz, Zug 1995.
- Der blaue Esel. Eine Bildergeschichte aus der Wüste. Bilder Helen Keiser. Verlag Helen Keiser, 1997.
- Salaam. Verschwundenes Arabien. Fotografien und Texte. Hrsg. von Christoph Kühn. Scheidegger & Spiess Verlag, Zürich 2002, ISBN 3-85881-139-4.

### Bilder
Helen Keiser war es ein Anliegen, ihre Reisen zu dokumentieren, um den Daheimgebliebenen den Zauber des Orients möglichst ungebrochen vermitteln zu können. Folglich fotografierte sie nicht nur und machte sich Notizen, sondern zeichnete und aquarellierte auch. In ihrem Rucksack, der zehn Kilogramm wog, hatte sie stets Zeichenpapier und Wasserfarben dabei. Zurück in Zug, entstanden dann ihre Bilder, zuerst Aquarelle, später mit Acrylfarben.